# بني شيبان ريمه

تعديل مصدري - تعديل

قرية بني شيبان

هي إحدى قرى عزلة بكال الواقعة ضمن مديرية مزهر التابعة لمحافظة ريمة، بلغ تعداد سكانها (397) نسمة حسب تعداد اليمن لعام 2004.

## المحلات التابعة للقرية
- الدار
- سفود
- الموقعة
- القفاعي

## روابط خارجية
- الدليل الشامــل